# 時分割多元接続

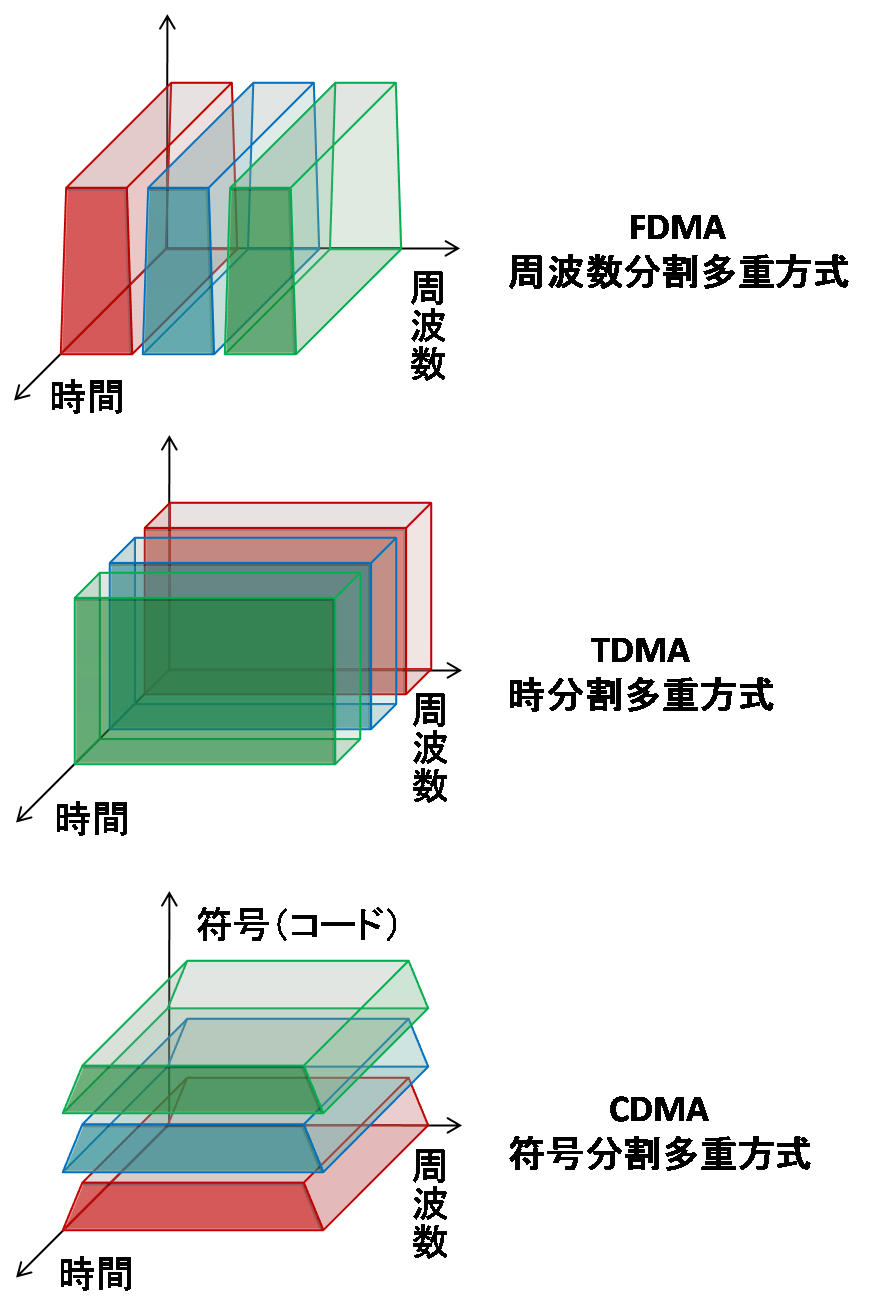
多元接続 (FDMA、TDMA、CDMA)

時分割多元接続（じぶんかつたげんせつぞく : Time Division Multiple Access）は、同一周波数の電磁波の固定タイムスロットをそれぞれの無線局や光回線終端装置に割り当て、多元接続を行う無線通信技術および光通信技術である。

## 特徴
- 時間ダイバーシティが使用できるためフェージング耐性がある。
- 回線交換接続が可能で遅延時間や通信速度が保証できる。
- 無線局間の同期が必要不可欠である。
- 周波数利用効率・回路規模は、周波数分割多元接続と符号分割多元接続の中間程度である。
- 時間軸圧縮を行っているため、音声の場合遅延時間がある。
- 通信衛星を利用する場合に、周波数分割多元接続と比較して地球局から受信する電波の電力の差に対応しやすい。

## 用途
- 通信衛星
- 第二世代携帯電話 : PDC・GSM
- PHS
- FlexRay
- GE-PONの上り信号の伝送

## 動的帯域割り当て
OLTが、ONUからOLTへの上り信号の帯域を各ONUのトラヒック量に応じて動的に割り当てる機能。
Dynamic Bandwidth Allocation、DBAといわれる。
GE-PONではこれにより信号送出のタイミングをずらして信号が衝突しないように送信している。